# Braakland/ZheBilding
Braakland/ZheBilding (BZB) was een professioneel muziektheatergezelschap dat van 1997 tot 2015 opereerde vanuit Leuven.
Stijn Devillé, Adriaan Van Aken en Els Theunis vormen de artistieke kern die nauwe banden onderhoudt met huisartiesten als Sara Vertongen, Kris Cuppens en Rudy Trouvé. La dissection d’un homme armé (2002), Lev (2004), Immaculata (2005), Dansen Drinken Betalen (2006), Trust (2007), Dwaallicht (2010) en de met de Toneelschrijfprijs bekroonde voorstellingen Lied (2005) en Hitler is dood (2009) kunnen als sleutelstukken worden beschouwd.
Het gezelschap bereikt jaarlijks zowat 20.000 toeschouwers. In mei 2010 werd Braakland/ZheBilding, samen met jongerentheater fABULEUS, benoemd tot stadsgezelschap van Leuven. In 2011 won het gezelschap zowel de prestigieuze Vlaamse Cultuurprijs voor Podiumkunsten, als de Cultuurprijs van de Katholieke Universiteit Leuven. In 2012 werd het gezelschap curator van Theater aan Zee in Oostende.
Braakland/ZheBilding had lange tijd de Molens Van Orshoven aan de Leuvense Vaartkom als uitvalsbasis, maar verhuisde in 2011 samen met enkele culturele partners  naar het voormalige douanegebouw, enkele honderden meters verderop. Ze maakten er een nieuw kunstencentrum van en doopten het om tot het Openbaar Entrepot voor de Kunsten (OPEK).
In 2015 fuseerde Braakland met het Limburgse theatermakershuis de Queeste en werd Het nieuwstedelijk. Uitvalsbasis blijft OPEK in Leuven.